# ستيف بريوا
ستيف بريوا (بالفرنسية: Steeve Briois)‏ (مواليد 28 نوفمبر 1972) هو سياسي فرنسي. كان زعيما مؤقتًا لحزب الجبهة الوطنية في عام 2017. تم انتخابه في عام 2014 كرئيس لبلدية هينان بومونت وكنائب في البرلمان الأوروبي. كان الأمين العام للجبهة الوطنية بين عامي 2011 و2014. كان عضوًا في المجلس الإقليمي لـنور با دو كاليه من 1998 إلى 2014.
بريوا مثلي الجنس علنا، وكان الزعيم المؤقت لحزب الجبهة الوطنية اليميني المتطرف اعتبارًا بين 28 أبريل 2017 و15 مايو 2018 بعد تنحي الزعيم المؤقت السابق جان فرانسوا جالخ.

## النشأة
وُلِد بريوا في سيكلين، في إقليم نورد حيث كان والده عاملاً ووالدته تعمل في المحاسبة. تطلق والديه في وقت لاحق. أصبح عضوًا في الجبهة الوطنية في سن 16 عامًا كونه مفتونًا بزعيمها السابق جان ماري لوبان. عمل بريوا لفترة مندوب مبيعات في شركة نوميركابل بعد الانتهاء من شهادة التقني العالي.

## الحياة السياسية
أصبح بريوا في عام 1995 عضوًا في المجلس البلدي في مدينة هينان بومونت وعضوًا في المجلس الإقليمي لنور با دو كاليه في عام 1998. تبع بريوا انفصال برونو ميجريت عن الجبهة الوطنية في عام 1998 لكنه عاد في عام 2000.
ترشح بريوا في الانتخابات البلدية الفرنسية لعام 2008 لمنصب رئيس بلدية في هينان بومون على قائمة احتلت فيها مارين لوبان المرتبة الثانية. وحصلت القائمة على 28.83% من الأصوات وفشلت في جولتها الأولى وحصلت القائمة على 5 مقاعد من أصل 35 في المجلس البلدي.
استقال رئيس البلدية المنتخب جيرارد دالونغفيل من منصبه في عام 2009 بعد مزاعم بوجود مخالفات اقتصادية مما أدى إلى حصول انتخابات فرعية. حصلت قائمة بريوا على 39.34% من الأصوات في الجولة الأولى من تلك الانتخابات، لكنها خسرت في الجولة الثانية بنسبة 47.62% من الأصوات لقائمة يسارية متنوعة حصلت على 52.38%.
انتخب بريوا عضوا في اللجنة المركزية للجبهة الوطنية في عام 2007. وتم تعيينه أمينا عاما للحزب بعد أن أصبحت مارين لوبان رئيسة للحزب في عام 2011.
انتُخب بريوا رئيس بلدية لمدينة هينان بومونت في الجولة الأولى من الانتخابات البلدية الفرنسية لعام 2014 في مارس بنسبة 50.26% من الأصوات. كما انتُخب عضوًا في البرلمان الأوروبي عن دائرة شمال غرب فرنسا في انتخابات البرلمان الأوروبي في مايو من نفس العام. احتل بريوا المركز الثاني في قائمة بقيادة مارين لوبان حصلت على خمسة مقاعد.
تم انتخاب بريوا كأحد نواب رئيس الحزب في المؤتمر الوطني للجبهة الوطنية في ليون في نوفمبر 2014 والمسؤول عن المديرين التنفيذيين والإشراف المحليين وخلفه نيكولا باي كأمين عام.

## كتاب 2013 وقضية الخصوصية
كتب المؤلف أوكتاف نيتكوفسكي في الكتاب الذي نشر في عام 2013 بعنوان «الجبهة الوطنية للمدن والجبهة الوطنية للأرياف» (بالإنجليزية: Le Front National des Villes et le Front National des Champs)‏ أن بريوا مثلي الجنس. وطالب بريوا الذي لم ينف ولم يؤكد المعلومات مع سياسي آخر بإيقاف الكتاب لانتهاك الخصوصية. قضت محكمة محلية بإيقاف الكتاب لهذا السبب لكن محكمة الاستئناف في باريس نقضت القرار بشأن بريوا مشيرة إلى أنه بالنسبة للسياسيين البارزين، فإن حق الجمهور في الحصول على المعلومات له وزن أكبر من حق السياسي في الخصوصية.
كشف بيروا لاحقًا عن وجود علاقة غرامية مع برونو بيلد، زميله السياسي في حزب التجمع الوطني.

## الجوائز
حصل بريوا في يناير 2015 على جائزة «لي ترومبينوسكوب» (بالفرنسية: Le Trombinoscope)‏ للسياسيين المحليين لهذا العام. يتم اختيار الفائز بالجائزة من قبل الصحفيين الفرنسيين، وتم اختيار بريوا كرمز لنجاح الجبهة الوطنية في انتخابات 2014. كانت هذه أول جائزة ترومبينسكوب تُمنح لسياسي من الجبهة الوطنية. أقيم حفل توزيع الجوائز في مكتب رئيس الجمعية الوطنية، لكن رئيسها كلود بارتولون لم يحضر احتجاجًا على منح الجائزة لبريوا. ولم يحضر كذلك كل من رئيس الوزراء الفرنسي مانويل فالس، ووزيرة البيئة سيغولين رويال ، ووزير الاقتصاد إيمانويل ماكرون، الذين فازو أيضًا بجوائز لكنهم أرسلوا ممثلين إلى الحفل.

## الأداء الانتخابي
خاض بيروا العديد من الانتخابات تحت راية الجبنة الوطنية:
الانتخابات البلدية
| تاريخ الانتخابات        | الدائرة      | الحزب          | الأصوات | % الأصوات | النتيجة                                         |
| ----------------------- | ------------ | -------------- | ------- | --------- | ----------------------------------------------- |
| الانتخابات البلدية 1995 | هينان بومونت | الجبهة الوطنية | -       | -         | انتخب                                           |
| الانتخابات البلدية 2001 | هينان بومونت | الجبهة الوطنية | -       | -         | أعيد انتخابه                                    |
| الانتخابات البلدية 2008 | هينان بومونت | الجبهة الوطنية | -       | 28.83 %   | أعيد انتخابه (كعضو، خسر انتخابات رئاسة البلدية) |
| الانتخابات البلدية 2009 | هينان بومونت | الجبهة الوطنية | 5,504   | 47.64 %   | أعيد انتخابه (كعضو، خسر انتخابات رئاسة البلدية) |
| الانتخابات البلدية 2014 | هينان بومونت | الجبهة الوطنية | 6,006   | 50,25 %   | انتخب (كرئيس بلدية)                             |
| الانتخابات البلدية 2020 | هينان بومونت | الجبهة الوطنية | 5,750   | 74,21 %   | اعيد انتخابه (كرئيس بلدية)                      |

الانتخابات الإقليمية
| تاريخ الانتخابات          | الدائرة         | الحزب          | الأصوات | % الأصوات | النتيجة      |
| ------------------------- | --------------- | -------------- | ------- | --------- | ------------ |
| الانتخابات الإقليمية 1998 | نور با دو كاليه | الجبهة الوطنية | -       | -         | انتخب        |
| الانتخابات الإقليمية 2004 | نور با دو كاليه | الجبهة الوطنية | -       | -         | اعيد انتخابه |
| الانتخابات الإقليمية 2010 | نور با دو كاليه | الجبهة الوطنية | -       | -         | أعيد انتخابه |
| الانتخابات الإقليمية 2015 | نور با دو كاليه | الجبهة الوطنية | -       | -         | أعيد انتخابه |
| الانتخابات الإقليمية 2021 | نور با دو كاليه | الجبهة الوطنية | -       | -         | أعيد انتخابه |

انتخابات البرلمان الأوروبي
| تاريخ الانتخابات                | الدائرة        | الحزب          | الأصوات   | % الأصوات | النتيجة |
| ------------------------------- | -------------- | -------------- | --------- | --------- | ------- |
| انتخابات البرلمان الأوروبي 2014 | شمال غرب فرنسا | الجبهة الوطنية | 4,712,461 | 24.86     | انتخب   |